# هوستوت (مجارستان)
هوستوت (به مجاری:  Husztót) یک منطقهٔ مسکونی در مجارستان است که در ناحیه پچ واقع شده‌است.